# Chalcoscirtus hyperboreus
Chalcoscirtus hyperboreus är en spindelart som beskrevs av Yuri M. Marusik 1991. Chalcoscirtus hyperboreus ingår i släktet Chalcoscirtus och familjen hoppspindlar. Inga underarter finns listade i Catalogue of Life.